# Ed Kea
Adriaan Jozef "Ed" Kea, född 19 januari 1948, död 31 augusti 1999, var en nederländsk-kanadensisk professionell ishockeyspelare som tillbringade tio säsonger i den nordamerikanska ishockeyligan National Hockey League (NHL), där han spelade för ishockeyorganisationerna Atlanta Flames och St. Louis Blues. Han producerade 175 poäng (30 mål och 145 assists) samt drog på sig 508 utvisningsminuter på 583 grundspelsmatcher. Han spelade också på lägre nivåer för Omaha Knights, Tulsa Oilers och Salt Lake Golden Eagles i Central Hockey League (CHL) och Seattle Totems i Western Hockey League (WHL)
Kea blev aldrig draftad av någon NHL-organisation.
1983 blev Kea tvungen att avsluta sin professionella ishockeykarriär på grund av livshotande skallskador som han ådrog sig i en ishockeymatch mellan Golden Eagles och Tulsa Oilers. Kea och Oilers-spelarna George McPhee och Mike Backman jagade alla tre pucken, som var nära sargen, och när de närmade sig pucken så blev Kea tacklad av McPhee. Keas huvud träffade Backmans axel och efter det flög han bakåt och slog bakhuvudet i sargkanten. Direkt efteråt föll han framåt och landade med huvudet före i isen. Han överlevde men fick bestående men och drabbades bland annat av afasi. Den 31 augusti 1999 avled Kea i en drunkningsolycka i familjens swimmingpool på deras sommarställe i Ontario.
Ed Kea var släkt med de före detta NHL-spelarna och Stanley Cup-vinnarna Jeff Beukeboom (brorson) och Joe Nieuwendyk.

## Statistik
| 1967–1968  | Collingwood Kings       | OHA-Jr.    | 2   | 0  | 1   | 1   | 0   | —  | — | — | — | —  |
| 1968–1969  | Collingwood Kings       | OHA-Jr.    | 8   | 0  | 1   | 1   | 4   | —  | — | — | — | —  |
| 1969–1970  | Jersey Devils           | EHL        | 52  | 4  | 18  | 22  | 130 | —  | — | — | — | —  |
| 1970–1971  | Seattle Totems          | WHL        | 5   | 0  | 0   | 0   | 2   | —  | — | — | — | —  |
|            | Jersey Devils           | EHL        | 74  | 8  | 26  | 34  | 148 | —  | — | — | — | —  |
| 1971–1972  | St. Peterburg Suns      | EHL        | 63  | 10 | 39  | 49  | 107 | 6  | 2 | 2 | 4 | 20 |
| 1972–1973  | Omaha Knights           | CHL        | 68  | 10 | 22  | 32  | 145 | 11 | 3 | 3 | 6 | 10 |
| 1973–1974  | Atlanta Flames          | NHL        | 3   | 0  | 2   | 2   | 0   | —  | — | — | — | —  |
|            | Tulsa Oilers            | CHL        | 51  | 6  | 17  | 23  | 38  | —  | — | — | — | —  |
| 1974–1975  | Atlanta Flames          | NHL        | 50  | 1  | 9   | 10  | 39  | —  | — | — | — | —  |
|            | Omaha Knights           | CHL        | 21  | 6  | 6   | 12  | 26  | —  | — | — | — | —  |
| 1975–1976  | Atlanta Flames          | NHL        | 78  | 8  | 19  | 27  | 101 | 2  | 0 | 0 | 0 | 7  |
| 1976–1977  | Atlanta Flames          | NHL        | 72  | 4  | 21  | 25  | 63  | 3  | 0 | 1 | 1 | 2  |
| 1977–1978  | Atlanta Flames          | NHL        | 60  | 3  | 23  | 26  | 40  | 1  | 0 | 0 | 0 | 0  |
| 1978–1979  | Atlanta Flames          | NHL        | 53  | 6  | 18  | 24  | 40  | 2  | 0 | 0 | 0 | 0  |
|            | Tulsa Oilers            | CHL        | 2   | 0  | 3   | 3   | 0   | —  | — | — | — | —  |
| 1979–1980  | St. Louis Blues         | NHL        | 69  | 3  | 16  | 19  | 79  | 3  | 0 | 0 | 0 | 2  |
| 1980–1981  | St. Louis Blues         | NHL        | 74  | 3  | 18  | 21  | 60  | 11 | 1 | 2 | 3 | 12 |
| 1981–1982  | St. Louis Blues         | NHL        | 78  | 2  | 14  | 16  | 62  | 10 | 1 | 1 | 2 | 16 |
| 1982–1983  | St. Louis Blues         | NHL        | 46  | 0  | 5   | 5   | 24  | —  | — | — | — | —  |
|            | Salt Lake Golden Eagles | CHL        | 9   | 1  | 4   | 5   | 10  | —  | — | — | — | —  |
| NHL totalt | NHL totalt              | NHL totalt | 583 | 30 | 145 | 175 | 508 | 32 | 2 | 4 | 6 | 39 |
| CHL totalt | CHL totalt              | CHL totalt | 151 | 23 | 52  | 75  | 219 | 11 | 3 | 3 | 6 | 10 |
| WHL totalt | WHL totalt              | WHL totalt | 5   | 0  | 0   | 0   | 2   | —  | — | — | — | —  |